# Campeonato Mundial de Patinaje de Velocidad sobre Hielo en Distancia Individual de 2023
El XXII Campeonato Mundial de Patinaje de Velocidad sobre Hielo en Distancia Individual se celebró en Heerenveen (Países Bajos) entre el 2 y el 5 de marzo de 2023 bajo la organización de la Unión Internacional de Patinaje sobre Hielo (ISU) y la Federación Neerlandesa de Patinaje sobre Hielo.
Las competiciones se realizaron en el estadio Thialf de la ciudad neerlandesa.
Los patinadores de Rusia y Bielorrusia fueron excluidos de este campeonato debido a la invasión rusa de Ucrania.

## Medallistas

### Masculino
| Evento                          | Oro                                                                                | Plata                                                                      | Bronce                                                                             |
| ------------------------------- | ---------------------------------------------------------------------------------- | -------------------------------------------------------------------------- | ---------------------------------------------------------------------------------- |
| 500 m (03.03)                   | Jordan Stolz Estados Unidos 34,10 s                                                | Laurent Dubreuil · Canadá · 34,46 s                                        | Wataru Morishige Japón 34,48 s                                                     |
| 1000 m (04.03)                  | Jordan Stolz Estados Unidos 1:07,11                                                | Thomas Krol · Países Bajos · 1:07,78                                       | Cornelius Kersten Reino Unido 1:08,02                                              |
| 1500 m (05.03)                  | Jordan Stolz Estados Unidos 1:43,59                                                | Kjeld Nuis · Países Bajos · 1:43,82                                        | Thomas Krol · Países Bajos · 1:44,30                                               |
| 5000 m (02.03)                  | Patrick Roest · Países Bajos · 6:08,94                                             | Davide Ghiotto · Italia · 6:11,12                                          | Bart Swings · Bélgica · 6:13,06                                                    |
| 10 000 m (05.03)                | Davide Ghiotto · Italia · 12:41,35                                                 | Jorrit Bergsma · Países Bajos · 12:55,64                                   | Ted-Jan Bloemen · Canadá · 13:01,84                                                |
| Velocidad por equipos (02.03)   | Canadá · Christopher Fiola · Laurent Dubreuil · Antoine Gélinas-Beaulieu · 1:19,26 | Países Bajos · Merijn Scheperkamp · Hein Otterspeer · Wesly Dijs · 1:16,67 | Noruega · Bjørn Magnussen · Henrik Fagerli Rukke · Håvard Lorentzen · 1:19,80      |
| Persecución por equipos (03.03) | Países Bajos · Marcel Bosker · Patrick Roest · Beau Snellink · 3:38,26             | Canadá · Antoine Gélinas-Beaulieu · Connor Howe · Hayden Mayeur · 3:28,43  | Noruega · Allan Dahl Johansson · Peder Kongshaug · Sverre Lunde Pedersen · 3:40,93 |
| Salida en grupo (04.03)         | Bart Swings · Bélgica · 7:30,99                                                    | Bart Hoolwerf · Países Bajos · 7:31,05                                     | Andrea Giovannini · Italia · 7:31,09                                               |

### Femenino
| Evento                          | Oro                                                                      | Plata                                                          | Bronce                                                             |
| ------------------------------- | ------------------------------------------------------------------------ | -------------------------------------------------------------- | ------------------------------------------------------------------ |
| 500 m (03.03)                   | Femke Kok · Países Bajos · 37,28 s                                       | Vanessa Herzog · Austria · 37,33 s                             | Jutta Leerdam · Países Bajos · 37,54 s                             |
| 1000 m (04.03)                  | Jutta Leerdam · Países Bajos · 1:13,03                                   | Antoinette de Jong · Países Bajos · 1:14,26                    | Miho Takagi Japón 1:14,37                                          |
| 1500 m (05.03)                  | Antoinette de Jong · Países Bajos · 1:53,54                              | Ragne Wiklund · Noruega · 1:54,30                              | Miho Takagi Japón 1:54,39                                          |
| 3000 m (02.03)                  | Ragne Wiklund · Noruega · 3:56,86                                        | Irene Schouten · Países Bajos · 3:57,40                        | Martina Sáblíková · República Checa · 3:58,35                      |
| 5000 m (05.03)                  | Irene Schouten · Países Bajos · 6:41,25                                  | Ragne Wiklund · Noruega · 6:46,15                              | Martina Sáblíková · República Checa · 6:47,78                      |
| Velocidad por equipos (02.03)   | Canadá · Brooklyn McDougall · Carolina Hiller · Ivanie Blondin · 1:26,29 | Estados Unidos McKenzie Browne Erin Jackson Kimi Goetz 1:26,57 | China Zhang Lina Jin Jingzhu Li Qishi 1:27,86                      |
| Persecución por equipos (03.03) | Canadá · Ivanie Blondin · Valérie Maltais · Isabelle Weidemann · 2:54,58 | Japón Momoka Horikawa Sumire Kikuchi Ayano Sato 2:57,30        | Estados Unidos Giorgia Birkeland Brittany Bowe Mia Kilburg 3:00,39 |
| Salida en grupo (04.03)         | Marijke Groenewoud · Países Bajos · 8:19,36                              | Ivanie Blondin · Canadá · 8:34,19                              | Irene Schouten · Países Bajos · 8:34,37                            |

## Medallero
| Núm. | País            | Oro | Plata | Bronce | Total |
| ---- | --------------- | --- | ----- | ------ | ----- |
| 1    | Países Bajos    | 7   | 7     | 3      | 17    |
| 2    | Canadá          | 3   | 3     | 1      | 7     |
| 3    | Estados Unidos  | 3   | 1     | 1      | 5     |
| 4    | Noruega         | 1   | 2     | 2      | 5     |
| 5    | Italia          | 1   | 1     | 1      | 3     |
| 6    | Bélgica         | 1   | 0     | 1      | 2     |
| 7    | Japón           | 0   | 1     | 3      | 4     |
| 8    | Austria         | 0   | 1     | 0      | 1     |
| 9    | República Checa | 0   | 0     | 2      | 2     |
| 10   | China           | 0   | 0     | 1      | 1     |
| 10   | Reino Unido     | 0   | 0     | 1      | 1     |
|      | TOTAL           | 16  | 16    | 16     | 48    |